# Collezione di poesia
Collezione di poesia è una collana di Giulio Einaudi Editore, fondata nel 1964 e conosciuta anche, tra gli addetti ai lavori, come la "collana bianca". La tipica copertina è infatti bianca, disegnata da Bruno Munari in collaborazione con Max Huber, ed è rimasta invariata negli anni . Dopo autore, titolo, curatore ecc. sulla striscia bianca superiore c'è una linea grigia che separa lo spazio inferiore più largo dove si ospita una poesia della raccolta stessa (o una sua parte, e per le edizioni in traduzione bilingue anche il testo originale). Anche il formato, con qualche rara eccezione (forse solo il n. 278), è rimasto lo stesso di 11 × 18 cm.
Pur variando negli anni, sembra rimanere costante nel mescolare nuove proposte e vecchi maestri, senza trascurare le traduzioni d'autore e il dialetto. Ricorre negli anni anche un'antologia di Nuovi poeti italiani con relative proposte (finora n. 163, n. 179, n. 185, n. 249, n. 332, n. 405, n. 510).
In media, Einaudi publica 10 libri all'anno nella collana Collezione di poesia.

## Titoli della collana
1964
- 1. Fëdor Ivanovič Tjutčev, Poesie, prefazione di Angelo Maria Ripellino, trad. Tommaso Landolfi
- 2. Samuel Beckett, Poesie in inglese, prefazione e trad. Rodolfo J. Wilcock
- 3. Bertolt Brecht, Libro di devozioni domestiche, prefazione e trad. Roberto Fertonani
- 4. Ippolito Nievo, Quaderno di traduzioni, a cura di Iginio De Luca
- 5. Samuel Taylor Coleridge, La ballata del vecchio marinaio, prefazione di Claudio Gorlier, trad. Beppe Fenoglio
- 6. Carlo Villa, Siamo esseri antichi
- 7. Euripide, Il ciclope, prefazione di Alceste Angelini, trad. Camillo Sbarbaro

1965
- 8. Francisco de Quevedo, Sonetti amorosi e morali, prefazione e trad. Vittorio Bodini
- 9. Roberto Roversi, Dopo Campoformio
- 10. Ėduard Georgievič Bagrickij, L'ultima notte, prefazione e trad. Vittorio Strada
- 11. Tino Richelmy, L'arrotino appassionato
- 12. Mario Luzi, Dal fondo delle campagne
- 13. Thomas Stearns Eliot, La terra desolata. Frammento di un agone. Marcia trionfale, prefazione e trad. Mario Praz
- 14. Saffo, Alceo, Anacreonte, Liriche e frammenti, prefazione e trad. Filippo Maria Pontani
- 15. William Butler Yeats, Quaranta poesie, prefazione e trad. Giorgio Melchiori
- 16. Diego Valeri, Quaderno francese del secolo
- 17. Pablo Neruda, Poesie, trad. Salvatore Quasimodo
- 18. Torquato Tasso, Rime per Lucrezia Bendidio, a cura di Luigi De Vendittis
- 19. I Novissimi. Poesie per gli anni '60, a cura di Alfredo Giuliani
- 20. Herman Melville, Clarel. Poema e pellegrinaggio in Terra Santa, prefazione e trad. Elémire Zolla
- 21. Aleksandr Aleksandrovič Blok, I dodici, prefazione di Clara Strada Janovič, trad. Renato Poggioli
- 22. Folgóre da San Gimignano, Sonetti, a cura di Giovanni Caravaggi
- 23. Christopher Marlowe, Ero e Leandro, a cura di Gabriele Baldini
- 24. Sonetti della scuola siciliana, a cura di Edoardo Sanguineti

1966
- 25. Vladimír Holan, Una notte con Amleto e altre poesie, a cura di Angelo Maria Ripellino
- 26. Paul-Jean Toulet, Poesie, prefazione e trad. Maria Luisa Spaziani
- 27. Paul Valéry, Il cimitero marino, prefazione di Alessandro Parronchi, trad. Mario Tutino
- 28. William Shakespeare, Riccardo II, prefazione e trad. Mario Luzi
- 29. Rafael Alberti, Degli angeli, a cura di Vittorio Bodini
- 30. Christian Morgenstern, Canti grotteschi, prefazione e trad. Anselmo Turazza
- 31. Cesare Pavese, Verrà la morte e avrà i tuoi occhi
- 32. Rainer Maria Rilke, Poesie, tradotte da Giaime Pintor con due prose dai Quaderni di Malte Laurids Brigge e versioni da Hermann Hesse e Georg Trakl, prefazione di Franco Fortini
- 33. Anna Andreevna Achmatova, Poema senza eroe e altre poesie, prefazione e trad. Carlo Riccio
- 34. Gottfried Benn, Aprèslude, prefazione e trad. Ferruccio Masini
- 35. Emilio Prados, Memoria dell'oblio, prefazione e trad. Francesco Tentori Montalto
- 36. Piera Oppezzo, L'uomo qui presente
- 37. Publio Ovidio Nasone, Le Eroidi, a cura di Gabriella Leto
- 38. Alexandre O'Neill, Portogallo, mio rimorso, prefazione e trad. Joyce Lussu
- 39. Nelly Sachs, Al di là della polvere, prefazione di Hans Magnus Enzensberger, trad. Ida Porena
- 40. Giovanni Della Casa, Rime, a cura di Daniele Ponchiroli

1967
- 41. Franco Fortini, Foglio di via e altri versi
- 42. Johann Wolfgang von Goethe, Inni, a cura di Giuliano Baioni
- 43. Antonio Veneziano, Ottave, introduzione di Leonardo Sciascia, a cura di Aurelio Rigoli
- 44. Alfred de Vigny, La casa del pastore e altre poesie, prefazione di Guido Neri, trad. Tullio Furlan
- 45. Guido Cavalcanti, Rime, a cura di Giulio Cattaneo
- 46. André Frénaud, Il silenzio di Genova e altre poesie, introduzione di Guido Neri, trad. Giorgio Caproni
- 47. Carlo Vallini, Un giorno e altre poesie, a cura di Edoardo Sanguineti
- 48. Giorgio Simonotti Manacorda, Banchi di Terranova
- 49. Vladimir Vladimirovič Majakovskij, Lenin, prefazione e trad. Angelo Maria Ripellino

1968
- 50. Rodolfo J. Wilcock, La parola morte
- 51. Sergej Aleksandrovič Esenin, Pugačëv, prefazione e trad. Iginio De Luca
- 52. Poeti di "Tel Quel": Marcelin Pleynet, Jean-Pierre Faye, Denis Roche, a cura di Alfredo Giuliani e Jacqueline Risset
- 53. Giorgio Caproni, Il «terzo libro» e altre cose
- 54. Alcmane, Stesicoro, Ibico, Frammenti, prefazione e trad. Filippo Maria Pontani
- 55. Konstantinos Kavafis, Cinquantacinque poesie, a cura di Margherita Dalmati e Nelo Risi
- 56. René Char, Fogli d'Ipnos 1943-1944, prefazione e trad. Vittorio Sereni
- 57. Sergio Corazzini, Poesie edite e inedite, a cura di Stefano Jacomuzzi
- 58. John Wilmot, Poesie e satire, prefazione e trad. Masolino D'Amico
- 59. Guido Ceronetti, Poesie. Frammenti. Poesie separate

1969
- 60. Giovani poeti tedeschi, a cura di Roberto Fertonani
- 61. John Berryman, Omaggio a Mistress Bradstreet, a cura di Sergio Perosa
- 62. Angelo Maria Ripellino, Notizie dal Diluvio
- 63. Jiří Orten, La cosa chiamata poesia, prefazione e trad. Giovanni Giudici e Vladimir Mikeš
- 64. Philip Larkin, Le nozze di Pentecoste e altre poesie, introduzione di Renato Oliva, trad. Renato Oliva e Camillo Pennati
- 65. Sergio Solmi, Quaderno di traduzioni
- 66. Yves Bonnefoy, Movimento e immobilità di Douve, introduzione di Stefano Agosti, trad. Diana Grange Fiori
- 67. Publio Ovidio Nasone, L'arte di amare, a cura di Latino Maccari

1970
- 68. Asclepiade di Samo, Epigrammi, trad. Alceste Angelini
- 69. Luís de Góngora y Argote, Sonetti funebri e altre composizioni, prefazione di Jorge Guillén, trad. Piero Chiara
- 70. Georg Heym, Umbra vitae, a cura di Paolo Chiarini
- 71. Günter Kunert, Ricordo di un pianeta, prefazione e trad. Luigi Forte
- 72. Vicente Aleixandre, La distruzione o amore, a cura di Francesco Tentori Montalto
- 73. Yvan Goll, Erba di sogno, prefazione di Claire Goll, trad. Lia Secci
- 74. Katherine Mansfield, Poemetti, a cura di Gilberto Altichieri
- 75. Pier Antonio Quarantotti Gambini, Al sole al vento
- 76. Jean de Sponde, Stanze e Sonetti della morte, a cura di Alessandra Ginzburg
- 77. Qohelet o l'Ecclesiaste, a cura di Guido Ceronetti
- 78. Publio Virgilio Marone, Le Bucoliche, prefazione e trad. Tino Richelmy
- 79. John Donne, Poesie amorose. Poesie teologiche, a cura di Cristina Campo
- 80. Jean Renaut, L'immagine riflessa, a cura di Alberto Limentani

1971
- 81. Paul Valéry, La giovane Parca, versione e commento di Mario Tutino
- 82. Juan Boscán, Liriche scelte, introduzione e trad. Giovanni Caravaggi
- 83. Hugo von Hofmannsthal, Canto di vita e altre poesie, introduzione e trad. Elena Croce
- 84. František Halas, Imagena, a cura di Angelo Maria Ripellino
- 85. Gottfried Benn, Morgue, introduzione e trad. Ferruccio Masini
- 86. Emily Brontë, Poesie, a cura di Ginevra Bompiani
- 87. Pierre Reverdy, Il Ladro di Talento, introduzione di Maurice Saillet, trad. Antonio Porta
- 88. Rustico Filippi, Sonetti, a cura di Pier Vincenzo Mengaldo

1972
- 89. Pier Jacopo Martello, Rime per la morte del figlio, a cura di Giacinto Spagnoletti
- 90. José Moreno Villa, Giacinta la rossa, introduzione e trad. Vittorio Bodini
- 91. Robert Burns, Poesie, introduzione e trad. Masolino D'Amico
- 92. Giovani poeti sudamericani, a cura di Hugo García Robles e Umberto Bonetti
- 93. Callino, Tirteo, Solone, Mimnermo, Teognide, Focilide, Senofane, Elegia greca arcaica, a cura di Filippo Maria Pontani
- 94. Pierre Jean Jouve, Paradiso perduto, introduzione e trad. Nelo Risi
- 95. Wang Wei e P'ei Ti, Poesie del fiume Wang, trad. dal cinese di Martin Benedikter
- 96. Gérard de Nerval, Chimere e altre poesie, introduzione e trad. Diana Grange Fiori
- 97. Germain Nouveau, I baci e altre poesie, introduzione e trad. Luciana Frezza

1973
- 98. João Cabral de Melo Neto, Morte e vita severina, a cura di Tilde Barini e Daniela Ferioli
- 99. Cantico dei cantici, prefazione e trad. Cesare Angelini
- 100. Arthur Rimbaud, Poesie, a cura di Gian Piero Bona
- 101. Alfredo Giuliani, Chi l'avrebbe detto
- 102. Giovani poeti americani, a cura di Gianni Menarini
- 103. Lucia Sollazzo, Unico Nord
- 104. Alfred de Musset, Namuna e altre poesie, introduzione e trad. Mario Roffi
- 105. Camillo Pennati, Erosagonie
- 106. Paul Verlaine, Feste galanti, a cura di Maria Teresa Bulciolu
- 107. Mário de Andrade, Io sono trecento, introduzione e trad. Giuliana Segre

1974
- 108. Lope de Vega, Liriche, introduzione e trad. Roberto Paoli
- 109. Juan de la Cruz, Poesie, introduzione e trad. Giorgio Agamben
- 110. Heinrich Böll, La mia musa, introduzione e trad. Italo Alighiero Chiusano
- 111. August Strindberg, Notti di sonnambulo ad occhi aperti, introduzione e trad. Giacomo Oreglia
- 112. Edoardo Firpo,  'O grillo cantadò e altre poesie, a cura di Mario Boselli, Ettore Giuseppetti, Giovanni e Guido Sechi, trad. dal genovese di Guido Sechi
- 113. Molière, Tartufo, prefazione e trad. Cesare Garboli
- 114. Lalla Romano, Giovane è il tempo
- 115. Edwin Muir, Un piede nell'Eden e altre poesie, introduzione di Carlo Izzo, trad. Marina Pellizzer
- 116. Nicanor Parra, Antipoesia, a cura di Hugo García Robles e Umberto Bonetti
- 117. Irving Layton, Il freddo verde elemento, introduzione di Northrop Frye, trad. Amleto Lorenzini
- 118. Patrizia Cavalli, Le mie poesie non cambieranno il mondo

1975
- 119. Christopher Smart, Inno a David e altre poesie, introduzione e trad. Margherita Guidacci
- 120. Franco Loi, Stròlegh, introduzione di Franco Fortini
- 121. Jorge Luis Borges, Carme presunto e altre poesie, trad. Umberto Cianciòlo
- 122. Harry Martinson, Le erbe nella Thule, trad. Giacomo Oreglia
- 123. Vittorio Sereni, Gli strumenti umani, con un saggio di Pier Vincenzo Mengaldo
- 124. Maurice Scève, Délie. Oggetto d'altissima virtù, introduzione di Jacqueline Risset, trad. Diana Grange Fiori
- 125. Tito Lucrezio Caro, Della natura delle cose, a cura di Mario Saccenti, trad. Alessandro Marchetti
- 126. Alfred Tennyson, In Memoriam, introduzione di Claudio Gorlier, trad. Cesare Dapino
- 127. Giovani poeti spagnoli, a cura di José Maria Castellet, trad. Rosa Rossi

1976
- 128. André Chénier, Poesie, introduzione e trad. Benedetta Craveri
- 129. Giovani poeti inglesi, a cura di Renato Oliva
- 130. Murilo Mendes, Mondo enigma, introduzione di Ruggero Jacobbi, trad. Carlo Vittorio Cattaneo
- 131. Sergej Aleksandrovič Esenin, Anna Snègina, introduzione e trad. Iginio De Luca
- 132. Angelo Maria Ripellino, Lo splendido violino verde
- 133. Nanni Balestrini, Poesie pratiche 1954-1969
- 134. Paul Éluard, Poesia ininterrotta, introduzione e trad. Franco Fortini
- 135. Stéphane Mallarmé, Il pomeriggio d'un fauno, a cura di Paolo Manetti, con una nota di Mario Luzi
- 136. Francesco Leonetti, Percorso logico del '960-75. Poema
- 137. Poeti simbolisti francesi, a cura di Glauco Viazzi
- 138. Aucassin e Nicolette, introduzione e trad. Mariantonia Liborio
- 139. Wolf Biermann, Per i miei compagni, introduzione e trad. Luigi Forte

1977
- 140. Carles Riba, Elegie di Bierville, introduzione e trad. Giuseppe E. Sansone
- 141. Robinson Jeffers, Cawdor, introduzione e trad. Franca Minuzzo Bacchiega
- 142. Ludovico Ariosto, Cinque canti, a cura di Lanfranco Caretti
- 143. Sergio Solmi, Quaderno di traduzioni II
- 144. Giovani poeti dell'America centrale del Messico e delle Antille, a cura di Hugo García Robles e Umberto Bonetti
- 145. Poeti erotici dell'Antologia Palatina, a cura di Luigi Siciliani, introduzione di Glauco Viazzi
- 146. Jonathan Swift, Lo spogliatoio della signora e altre poesie, a cura di Attilio Brilli

1978
- 147. Rainer Maria Rilke, Elegie duinesi, introduzione di Alberto Destro, trad. Enrica e Igea De Portu
- 148. Franco Loi, Teater
- 149. Giovanni Pontano, Poesie d'amore, a cura di Sesto Prete
- 150. ʿUmar Khayyām, Quartine, a cura di Alessandro Bausani
- 151. Charles Baudelaire, Cinquanta poesie da "Les fleurs du mal", trad. Sergio Solmi

1979
- 152. Georg Trakl, Poesie, a cura di Ida Porena
- 153. Giovani poeti danesi, a cura di Uffe Harder, trad. Maria Giacobbe
- 154. Enrico Thovez, Il poema dell'adolescenza, a cura di Stefano Jacomuzzi
- 155. Pedro Salinas, La voce a te dovuta. Poema, introduzione e trad. Emma Scoles
- 156. Francis Ponge, Il partito preso delle cose, a cura di Jacqueline Risset
- 157. Sandro Sinigaglia, La camena gurgandina, introduzione di Maria Corti
- 158. Guido Ceronetti, Poesie per vivere e non vivere

1980
- 159. Jannis Ritsos, Trasfusione. Poesie italiane, introduzione di Vittorio Sereni, trad. Nicola Crocetti
- 160. Dylan Thomas, Poesie inedite, a cura di Ariodante Marianni
- 161. Aleksandr Aleksandrovič Blok, La nemesi, a cura di Cesare De Michelis
- 162. Apocalisse, a cura di Cesare Angelini
- 163. Nuovi poeti italiani 1[3], a cura di Emilio Faccioli e altri
- 164. Samuel Beckett, Poesie. Poèmes suivi de mirlitonnades, a cura di Giovanni Bogliolo
- 165. Stefano Moretti, Gattaccio randagio

1981
- 166. Léon-Paul Fargue, Poesie 1886-1933, introduzione e trad. Luciana Frezza
- 167. Luigi Compagnone, La giovinezza reale e l'irreale maturità
- 168. Franco Loi, L'aria
- 169. Patrizia Cavalli, Il cielo
- 170. Rime dei memoriali bolognesi (1279-1300), a cura di Sandro Orlando
- 171. Gottfried Benn, Poesie statiche, a cura di Giuliano Baioni
- 172. Raffaello Baldini, La nàiva. Versi in dialetto romagnolo, introduzione di Dante Isella
- 173. Reiner Kunze, Sentieri sensibili, introduzione di Mazzino Mortinari, trad. Helga Anania
- 174. Antica lirica irlandese, a cura di Melita Cataldi, trad. Pearse Hutchinson e Melita Cataldi

1982
- 175. Valery Larbaud, Le poesie di A. O. Barnabooth e poesie plurilinui, a cura di Clotilde Izzo
- 176. Gesualdo Bufalino, L'amaro miele
- 177. Scipione, Carte segrete, prefazione di Amelia Rosselli, nota di Paolo Fossati
- 178. Attilio Zanichelli, Una cosa sublime
- 179. Nuovi poeti italiani 2[4], a cura di Alfonso Berardinelli
- 180. Esiodo, La teogonia e tre inni omerici, a cura di Attilio Dughera, trad. Cesare Pavese[5]

1983
- 181. Milo De Angelis, Millimetri
- 182. Vladimír Holan, Una notte con Ofelia e altre poesie, a cura di Angelo Maria Ripellino ed Ela Ripellino Hlochová, saggio introduttivo di Vladimir Justl
- 183. John Keats, Poesie, introduzione di Vanna Gentili, trad. Mario Roffi
- 184. Camillo Pennati, Sotteso blu 1974-1983

1984
- 185. Nuovi poeti italiani 3[6], a cura di Walter Siti
- 186. Nico Orengo, Cartoline di mare
- 187. Dino Frescobaldi, Canzoni e sonetti, a cura di Furio Brugnolo
- 188. Sergej Aleksandrovič Esenin, Il paese dei banditi, prefazione e trad. Iginio De Luca

1985
- 189. Wilfred Owen, Poesie di guerra, a cura di Sergio Rufini
- 190. Paolo Bertolani, Seinà

1986
- 191. Albino Pierro, Un pianto nascosto. Antologia poetica 1946-1983, a cura di Francesco Zambon
- 192. George Gordon Byron, Pezzi domestici e altre poesie, a cura di Cesare Dapino, prefazione di Claudio Gorlier
- 193. Jaroslav Seifert, Vestita di luce. Poesie 1925-1967, a cura di Sergio Corduas

1987
- 194. Friedrich Hölderlin, Alcune pagine tradotte da Gianfranco Contini
- 195. Ludovico Ariosto, Satire, a cura di Cesare Segre
- 196. Torquato Accetto, Rime amorose, a cura di Salvatore S. Nigro
- 197. Stéphane Mallarmé, Versi e prose, trad. Filippo Tommaso Marinetti, con nota di Franco Fortini
- 198. Carlos Drummond de Andrade, Sentimento del mondo, trentasette poesie scelte e tradotte da Antonio Tabucchi

1988
- 199. Ottiero Ottieri, Vi amo
- 200. Raffaello Baldini, Furistír: versi in dialetto romagnolo / Raffaello Baldini; introduzione di Franco Brevini
- 201. Erich Fried, È quel che è. Poesie d'amore, di paura, di collera, trad. Andrea Casalegno, nota introduttiva di Luigi Forte
- 202. Franca Grisoni, L'oter, introduzione di Franco Brevini
- 203. Domenico Naldini, La curva di San Floreano
- 204. Wallace Stevens, Mattino domenicale e altre poesie, a cura di Renato Poggioli, nota critica di Guido Carboni
- 205. Poeti latini della decadenza, a cura di Carlo Carena
- 206. Giovanni Giudici, Prove di teatro 1953-1988, con un saggio di Carlo Ossola
- 207. Cosimo Ortesta, Nel progetto di un freddo perenne

1989
- 208. Gianni D'Elia, Segreta 1986-1987
- 209. Luciano Erba, L'ippopotamo
- 210. Fernando Rigon, Dimore
- 211. Patrizia Valduga, Medicamenta e altri medicamenta, con uno scritto di Luigi Baldacci
- 212. Gian Piero Bona, Gli ospiti nascosti

1990
- 213. Hans Magnus Enzensberger, La fine del Titanic, prefazione di Cesare Cases, trad. Vittoria Alliata
- 214. Callimaco, Epigrammi, trad. Alceste Angelini
- 215. Giovanni Raboni, Versi guerrieri e amorosi
- 216. Francis Picabia, Poesie e disegni della figlia nata senza madre, trad. Diana Grange Fiori
- 217. Amy Lowell, Poesie, a cura di Barbara Lanati
- 218. Gabriella Leto, Nostalgia dell'acqua
- 219. Yves Bonnefoy, Nell'insidia della soglia, trad. Diana Grange Fiori

1991
- 220. Filippo Tommaso Marinetti, Poesie a Beny
- 221. Quinto Orazio Flacco, Cinque satire sulla saggezza del vivere, trad. Gavino Manca, introduzione di Carlo Carena
- 222. Jorge Manrique, Stanze per la morte del padre, a cura di Luciano Allamprese
- 223. Fernando Pessoa, Faust, a cura di Maria José de Lancastre, trascrizione del manoscritto di Teresa Sobrawl Cunha
- 224. Alda Merini, Vuoto d'amore, a cura di Maria Corti
- 225. Luis de Góngora, Favola di Polifemo e Galatea, a cura di Enrica Cancelliere

1992
- 226. Anna Andreevna Achmatova, La corsa del tempo. Liriche e poemi, a cura di Michele Colucci
- 227. Franco Marcoaldi, A mosca cieca
- 228. Ermanno Krumm, Novecento
- 229. Philippe Jaccottet, Il Barbagianni. L'ignorante, con un saggio di Jean Starobinski, a cura di Fabio Pusterla
- 230. Garcilaso de la Vega, Le Egloche, a cura di Mario Di Pinto
- 231. Franco Scataglini, La rosa, prefazione di Cesare Segre
- 232. Rainer Maria Rilke, Nuove poesie. Requiem, a cura di Giacomo Cacciapaglia
- 233. Patrizia Cavalli, Poesie (1974-1992)
- 234. Claudio Rutilio Namaziano, Il ritorno, a cura di Alessandro Fo
- 235. Konstantinos Kavafis, Settantacinque poesie, a cura di Nelo Risi e Margherita Dalmati

1993
- 236. Vladimír Holan, Una notte con Amleto. Una notte con Ofelia e altre poesie, trad. Angelo Maria Ripellino e di Ela Ripellino Hlochová, prefazione di Angelo Maria Ripellino
- 237. Jacqueline Risset, Amor di lontano
- 238. Gianni D'Elia, Notte privata
- 239. Álvaro Mutis, Summa di Maqroll il gabbiere. Antologia poetica 1948-1988, a cura di Fabio Rodríguez Amaya
- 240. Carlo Emilio Gadda, Poesie, a cura di Maria Antonietta Terzoli

1994
- 241. Umberto Piersanti, I luoghi persi
- 242. Franco Fortini, Composita salvantur
- 243. Giovanni Pico della Mirandola, Sonetti, a cura di Giorgio Dilemmi
- 244. Nuovi poeti tedeschi, a cura di Anna Chiarloni
- 245. Enrico Testa, In controtempo
- 246. I Salmi, a cura di Guido Ceronetti

1995
- 247. Gabriele Frasca, Lime
- 248. Publio Ovidio Nasone, Gli amori, a cura di Gabriella Leto
- 249. Nuovi poeti italiani 4[7], a cura di Mauro Bersani
- 250. Franco Marcoaldi, Celibi al limbo
- 251. Juana Inés de la Cruz, Versi d'amore e di circostanza. Primo sogno, a cura di Angelo Morino
- 252. Alda Merini, Ballate non pagate, a cura di Laura Alunno

1996
- 253. Nuovi poeti cinesi, a cura di Claudia Pozzana e Alessandro Russo
- 254. Gianni D'Elia, Congedo della vecchia Olivetti
- 255. Paul Celan, Di soglia in soglia, a cura di Giuseppe Bevilacqua
- 256. Valerio Magrelli, Poesie (1980-1992) e altre poesie
- 257. Edoardo Cacciatore, Il discorso a meraviglia. Poesie scelte dall'autore medesimo, introduzione di Giulio Ferroni
- 258. Tony Harrison, V. e altre poesie, a cura di Massimo Bacigalupo

1997
- 259. Salvatore Mannuzzu, Corpus
- 260. Percy Bysshe Shelley, Prometeo slegato, trad. Cesare Pavese, a cura di Mark Pietralunga
- 261. Franco Fortini, Poesie inedite[8], a cura di Pier Vincenzo Mengaldo
- 262. Giancarlo Consonni, Vûs
- 263. La visione di Mac Conglinne, a cura di Melita Cataldi
- 264. Hans Magnus Enzensberger, Musica del futuro, trad. Anna Maria Carpi
- 265. Patrizia Valduga, Cento quartine e altre storie d'amore
- 266. Gabriella Leto, L'ora insonne
- 267. Virgilio Giotti, Colori, a cura di Anna Modena

1998
- 268. Ermanno Krumm, Felicità
- 269. Edward Estlin Cummings, Poesie, trad. Mary de Rachelwitz, introduzione di Franco Buffoni
- 270. Mário de Sá-Carneiro, Dispersione, a cura di Maria José de Lancastre
- 271. Osip Ėmil'evič Mandel'štam, Cinquanta poesie, a cura di Remo Faccani
- 272. Vittorio Sereni, Diario d'Algeria, prefazione di Giovanni Raboni
- 273. Camillo Pennati, Una distanza inseparabile
- 274. Giorgio Caproni, Quaderno di traduzioni, a cura di Enrico Testa, prefazione di Pier Vincenzo Mengaldo
- 275. Paul Celan, Conseguito silenzio, trad. Michele Ranchetti e Jutta Leskien
- 276. Patrizia Valduga, Prima antologia

1999
- 277. Salvatore Toma, Canzoniere della morte, a cura di Maria Corti
- 278. Valerio Magrelli, Didascalie per la lettura di un giornale
- 279/1. Delio Tessa, L'è el dì di mort, alegher! De la del mur, a cura di Dante Isella
- 279/2. Delio Tessa, Altre liriche, a cura di Dante Isella
- 280. Patrizia Cavalli, Sempre aperto teatro
- 281. Nico Orengo, Cartoline di mare vecchie e nuove
- 282. Durs Grünbein, A metà partita. Poesie 1988-1999, a cura di Anna Maria Carpi
- 283. Ivano Ferrari, La franca sostanza del degrado
- 284. Evgenij Baratynskij, Liriche, a cura di Michele Colucci

2000
- 285. Cesare Viviani, Silenzio dell'universo
- 286. Alda Merini, Superba è la notte , a cura di Ambrogio Borsani
- 287. Gianni D'Elia, Sulla riva dell'epoca
- 288. Raffaello Baldini, La nàiva. Furistír. Ciacri. Versi in dialetto romagnolo
- 289. Franco Marcoaldi, L'isola celeste
- 290. Arnaut Daniel, Sirventese e canzoni, trad. Fernando Bandini, a cura di Giosuè Lachin
- 291. Camilo Pessanha, Clessidra, a cura di Barbara Spaggiari
- 292. Beppe Fenoglio, Quaderno di traduzioni, a cura di Mark Pietralunga

2001
- 293. Silvia Bre, Le barricate misteriose
- 294. Enrico Testa, La sostituzione
- 295. Patrizia Valduga, Quartine. Seconda centuria
- 296. Gilberto Sacerdoti, Vendo vento
- 297. Raul Montanari, Aldo Nove, Tiziano Scarpa, Nelle galassie oggi come oggi. Covers
- 298. Yves Bonnefoy, Quel che fu senza luce. Inizio e fine della neve, trad. Davide Bracaglia
- 299. Vittorio Sereni, Il musicante di Saint-Merry, introduzione di Pier Vincenzo Mengaldo
- 300. Gabriele Frasca, Rive
- 301. Hans Magnus Enzensberger, Più leggeri dell'aria. Poesie morali, trad. Anna Maria Carpi
- 302. Cesare Pavese, Lavorare stanca, introduzione di Vittorio Coletti, nota al testo di Mariarosa Masoero

2002
- 303. Franco Loi, Isman
- 304. Umberto Piersanti, Nel tempo che precede
- 305. Pier Paolo Pasolini, La nuova gioventù. Poesie friulane 1941-1974, con un saggio di Furio Brugnolo
- 306. Philip Larkin, Finestre alte, a cura di Enrico Testa
- 307. Erri De Luca, Opera sull'acqua e altre poesie
- 308. Vítězslav Nezval, La donna al plurale, a cura di Giuseppe Dierna
- 309. Edward Lear, Limericks, a cura di Ottavio Fatica
- 310. Alberto Bevilacqua, Piccole questioni di eternità
- 311. Patrizia Valduga, Requiem

2003
- 312. Mariangela Gualtieri, Fuoco centrale e altre poesie per il teatro
- 313. Raymond Queneau, Piccola cosmogonia portatile, trad. Sergio Solmi, seguita da Piccola guida alla Piccola cosmogonia di Italo Calvino
- 314. Giancarlo Consonni, Luí
- 315. Ermanno Krumm, Animali e uomini
- 316. Tony Harrison, In coda per Caronte, a cura di Massimo Bacigalupo
- 317. Maria Angela Bedini, La lingua di Dio
- 318. Gabriella Leto, Aria alle stanze
- 319. Raffaello Baldini, Intercity. Versi in dialetto romagnolo
- 320. Bei Dao, Speranza fredda, a cura di Claudia Pozzana
- 321. Gianni D'Elia, Bassa stagione
- 322. Antonin Artaud, Artaud le Mômo. Ci-gît e altre poesie, trad. Emilio e Antonia Tadini, a cura di Giorgia Bongiorno
- 323. Ivano Ferrari, Macello
- 324. Chiaro Davanzati, Canzoni e sonetti, a cura di Aldo Menichetti

2004
- 325. Elisa Biagini, L'ospite
- 326. Jean-Charles Vegliante, Nel lutto della luce. Poesie 1982-1997, trad. Giovanni Raboni
- 327. Patrizia Valduga, Lezione d'amore
- 328. I sonetti del Burchiello, a cura di Michelangelo Zaccarello
- 329. Alda Merini, Clinica dell'abbandono, a cura di Giovanna Rosadini, introduzione di Ambrogio Borsani
- 330. Alessandro Fo, Corpuscolo, presentazione di Maurizio Bettini
- 331. Gottfried Benn, Frammenti e Distillazioni, a cura di Anna Maria Carpi
- 332. Nuovi poeti italiani 5[9], a cura di Franco Loi

2005
- 333. Cesare Viviani, La forma della vita
- 334. La nuovissima poesia russa[10], a cura di Mauro Martini
- 335. Attilio Lolini, Notizie dalla necropoli, 1974-2004, postfazione di Sebastiano Vassalli
- 336. Luciano Cecchinel, Lungo la traccia
- 337. Dopo la lirica. Poeti italiani 1960-2000, antologia a cura di Enrico Testa
- 338. Alberto Bevilacqua, Tu che mi ascolti. Poesie alla madre
- 339. Beppe Fenoglio, Epigrammi, a cura di Gabriele Pedullà
- 340. Andrea Temporelli, Il cielo di Marte
- 341. Durs Grünbein, Della neve ovvero Cartesio in Germania, a cura di Anna Maria Carpi
- 342. Franco Loi, Aria de la memoria. Poesie scelte 1973-2002

2006
- 343. Franco Marcoaldi, Animali in versi
- 344. Mariangela Gualtieri, Senza polvere, senza peso
- 345. Nuovi poeti americani[11], a cura di Elisa Biagini
- 346. Valerio Magrelli, Disturbi del sistema binario
- 347. Patrizia Cavalli, Pigre divinità e pigra sorte
- 348. Edoardo Sanguineti, Quaderno di traduzioni. Lucrezio, Shakespeare, Goethe
- 349. Nelly Sachs, Poesie, a cura di Ida Porena
- 350. Marcello Fois, L'ultima volta che sono rinato
- 351. Harold Pinter, Poesie d'amore, di silenzio, di guerra, a cura di Edy Quaggio

2007
- 352. Gianni D'Elia, Trovatori
- 353. Michele Mari, Cento poesie d'amore a Ladyhawke
- 354. Nino Pedretti, Al vousi e altre poesie in dialetto romagnolo, a cura di Manuela Ricci, nota di Dante Isella, con uno scritto di Raffaello Baldini
- 355. Silvia Bre, Marmo
- 356. Raffaele Crovi, La vita sopravvissuta
- 357. Aldo Nove, Maria
- 358. Miroslav Krleža, Le ballate di Petrica Kerempuh, a cura di Silvio Ferrari, prefazione di Predrag Matvejević, con uno scritto di Joza Skok
- 359. Elisa Biagini, Nel bosco
- 360. Angelo Maria Ripellino, Notizie dal diluvio. Sinfonietta. Lo splendido violino verde, a cura di Alessandro Fo e altri
- 361. Poeti israeliani[12], a cura di Ariel Rathaus

2008
- 362. Umberto Piersanti, L'albero delle nebbie
- 363. Enrico Testa, Pasqua di neve
- 364. Tony Harrison, Vuoti, trad. Giovanni Greco
- 365. Alberto Bevilacqua, Duetto per voce sola. Versi dell'immedesimazione
- 366. Franco Marcoaldi, Il tempo ormai breve
- 367. Ḥāfeẓ, Ottanta canzoni, a cura di Stefano Pellò, trad. Stefano Pellò e Gianroberto Scarcia
- 368. Friedrich Nietzsche, Le poesie, a cura di Anna Maria Carpi
- 369. Roberta Dapunt, La terra più del paradiso
- 370. Erri De Luca, L'ospite incallito
- 371. Guido Ceronetti, Trafitture di tenerezza. Poesia tradotta 1963-2008
- 372. Federico García Lorca, Poeta a New York, a cura di Glauco Felici

2009
- 373. Cesare Viviani, Credere all'invisibile
- 374. Bruno Galluccio, Verticali
- 375. Ottavio Fatica, Le omissioni
- 376. Osip Ėmil'evič Mandel'štam, Ottanta poesie, a cura di Remo Faccani
- 377. Fabio Pusterla, Le terre emerse. Poesie 1985-2008
- 378/1. Boris Pasternak, Poesie, vol. I, a cura di Angelo Maria Ripellino, con un saggio di Cesare G. De Michelis
- 378/2. Boris Pasternak, Poesie, vol. II, a cura di Angelo Maria Ripellino
- 379. Sergej Stratanovskij, Buio diurno, a cura di Alessandro Niero
- 380. Natan Zach, Sento cadere qualcosa. Poesie scelte 1960-2008, a cura di Ariel Rathaus
- 381. Alda Merini, Il carnevale della croce. Poesie religiose, poesie d'amore, a cura di Ambrogio Borsani

2010
- 382. Bai Yü-chiang, Con il braccio piegato a far da cuscin. Ottantotto quartine di un maestro taoista del XIII secolo, a cura di Alfredo Cadonna
- 383. Gianni D'Elia, Trentennio. Versi scelti e inediti 1977-2007
- 384. Aldo Nove, A schemi di costellazioni
- 385. Giovanna Rosadini, Unità di risveglio
- 386. Mariangela Gualtieri, Bestia di gioia
- 387. Paul Celan, Oscurato, a cura di Dario Borso, con un saggio di Giorgio Orelli
- 388. Gabriele D'Annunzio, Alcione, a cura di Ilvano Caliaro, introduzione di Pietro Gibellini
- 389. Alberto Vigevani, L'esistenza. Tutte le poesie 1980-1992, a cura di Enrico Testa
- 390. Walter Benjamin, Sonetti e poesie sparse, a cura di Rolf Tiedemann
- 391. Vittorio Sereni, Stella variabile, prefazione di Fabio Pusterla

2011
- 392. Alberto Bevilacqua, La camera segreta
- 393. Jacqueline Risset, Il tempo dell'istante. Poesie scelte 1985-2010
- 394. Nuovi poeti francesi[15], a cura di Fabio Scotto, trad. Fabio Scotto e Fabio Pusterla
- 395. Johann Wolfgang von Goethe, Cento poesie, scelte da Siegfried Unseld, introduzione di Luigi Forte
- 396. Filippo Strumia, Pozzanghere
- 397. Emily Dickinson, Centoquattro poesie, a cura di Silvia Bre
- 398. Paolo Ruffilli, Affari di cuore
- 399. Durs Grünbein, Strofe per dopodomani e altre poesie, a cura di Anna Maria Carpi
- 400. Alda Merini, Poesie e satire, a cura di Giuseppe Zaccaria

2012
- 401. Patrizia Valduga, Libro delle laudi
- 402. Izet Sarajlić, Chi ha fatto il turno di notte, a cura di Silvio Ferrari, prefazione di Erri De Luca
- 403. Cesare Viviani, Infinita fine
- 404. Vladimir Vladimirovič Majakovskij, La nuvola in calzoni. Tetrattico, a cura di Remo Faccani
- 405. Nuovi poeti italiani 6[16], a cura di Giovanna Rosadini
- 406. Franco Marcoaldi, La trappola
- 407. Andrea Zanzotto, Filò. Per il Casanova di Fellini
- 408. Guido Ceronetti, Sono fragile, sparo poesia

2013
- 409. Gabriele Frasca, Rimi
- 410. Attilio Lolini, Carte da sandwich
- 411. Enrico Testa, Ablativo
- 412. Hans Magnus Enzensberger, Chiosco, trad. di Anna Maria Carpi
- 413. Antonio Delfini, Poesie della fine del mondo, del prima e del dopo, a cura di Irene Babboni, prefazione di Marcello Fois
- 414. Patrizia Cavalli, Datura
- 415. Ivano Ferrari, La morte moglie
- 416. Roberta Dapunt, Le beatitudini della malattia
- 417. Emily Dickinson, Uno zero più ampio. Altre cento poesie, a cura di Silvia Bre

2014
- 418. Valerio Magrelli, Il sangue amaro
- 419. Chandra Livia Candiani, La bambina pugile ovvero La precisione dell'amore
- 420. Erri De Luca, Bizzarrie della provvidenza
- 421. Elisa Biagini, Da una crepa
- 422. Alessandro Fo, Mancanze
- 423. Giovanni Raboni, Tutte le poesie 1949-2004, a cura di Rodolfo Zucco, 2 voll.
- 424. Mariella Mehr, Ognuno incatenato alla sua ora (scritte dal 1983 al 2014), a cura di Anna Ruchat
- 425. Aldo Nove, Addio mio Novecento

2015
- 426. François Villon, Il testamento e altre poesie, a cura di Aurelio Principato, trad. di Antonio Garibaldi
- 427. Bruno Galluccio, La misura dello zero
- 428. Ottiero Ottieri, Poemetti: Vi amo - L'infermiera di Pisa - Il palazzo e il pazzo, prefazione di Valerio Magrelli
- 429. Silvia Bre, La fine di quest'arte
- 430. Gianni D'Elia, Fiori del mare
- 431. Franco Marcoaldi, Il mondo sia lodato
- 432. Mariangela Gualtieri, Le giovani parole

2016
- 433. Brunetto Latini, Le poesie, a cura di Stefano Carrai
- 434. Giorgio Caproni, Il «Terzo libro» e altre cose, prefazione di Enrico Testa, contributi di Luigi Surdich
- 435. Cesare Viviani, Osare dire
- 436. Giancarlo Consonni, Filovia
- 437. Paul Celan, La sabbia delle urne, a cura di Dario Borso
- 438. Peter Handke, Canto alla durata, trad. Hans Kitzmüller
- 439. Guido Gozzano, Le poesie, 2 voll., a cura di Edoardo Sanguineti
- 440. Cees Nooteboom, Luce ovunque, 2012-1964, traduzione di Fulvio Ferrari
- 441. Filippo Strumia, Marciapiede con vista

2017
- 442. Francesco Scarabicchi, Il prato bianco
- 443. Andrea De Alberti, Dall'interno della specie
- 444. Hans Magnus Enzensberger, Mausoleum. Trentasette ballate tratte dalla storia del progresso, traduzione di Vittoria Alliata
- 445. Chandra Livia Candiani, Fatti vivo (2006-2016)
- 446. Franco Marcoaldi, Tutto qui
- 447. Maurizio Cucchi, Paradossalmente e con affanno
- 448. Il Panormita, Ermafrodito, a cura di Nicola Gardini
- 449. Alida Airaghi, Omaggi, postfazione di Jean-Jacques Marchand
- 450. Andrea Bajani, Promemoria

2018
- 451. Carlo Porta, Poesie, Tradotte da Patrizia Valduga
- 452. Enrico Testa, Cairn
- 453. Roberta Dapunt, Sincope
- 454. Marcello Fois, L'infinito non finire e altri poemetti
- 455. Giovanna Rosadini, Fioriture capovolte
- 456. Tiziano Scarpa, Le nuvole e i soldi
- 457. Patrizia Valduga, Poesie erotiche
- 458. Antonella Anedda, Historiae
- 459. René Char, Poesie, tradotte da Giorgio Caproni, a cura di Elisa Donzelli

2019
- 460. Cees Nooteboom, L'occhio del monaco, traduzione di Fulvio Ferrari
- 461. Michele Mari, Dalla cripta
- 462. Marina Cvetaeva, Sette poemi, a cura di Paola Ferretti
- 463. Tommaso Giartosio, Come sarei felice. Storia con padre
- 464. Emily Dickinson, Questa parola fidata, a cura di Silvia Bre
- 465. Ottavio Fatica, Vicino alla dimora del presente
- 466. Antonio Prete, Tutto è sempre ora
- 467. Alda Merini, Confusione di stelle, a cura di Riccardo Redivo e Ornella Spagnulo
- 468. Jan Wagner, Variazioni sul barile dell'acqua piovana, traduzione di Federico Italiano
- 469. Mariangela Gualtieri, Quando non morivo

2020
- 470. Cesare Viviani, Ora tocca all'imperfetto
- 471. Aldo Nove, Poemetti della sera
- 472. Poeti giapponesi, a cura di Maria Teresa Orsi e Alessandro Clementi degli Albizzi, testo a fronte
- 473. Laura Accerboni, Acqua acqua fuoco
- 474. Andrea Bajani, Dimora naturale
- 475. Paolo Volponi, Poesie giovanili, a cura di Salvatore Ritrovato e Sara Serenelli
- 476. Elisa Biagini, Filamenti
- 477. Patrizia Cavalli, Vita meravigliosa
- 478. Chandra Livia Candiani, La domanda della sete. 2016-2020
- 479. Franco Marcoaldi, Quinta stagione. Monologo drammatico
- 480. Tiziano Scarpa, Groppi d'amore nella scuraglia[17]

2021
- 481. Durs Grünbein, Schiuma di quanti, traduzione di Anna Maria Carpi, testo a fronte
- 482. Alessandro Fo, Filo spinato
- 483. Raffaello Baldini, Ad nòta, Prefazione di Pier Vincenzo Mengaldo
- 484. Ludovico Ariosto, Satire, testo critico e commento a cura di Cesare Segre. Nuova edizione aggiornata
- 485. Alberto Bertoni, L'isola dei topi
- 486. Osip Mandel’stam, Quaderni di Mosca, a cura di Pina Napolitano e Raissa Raskina
- 487. Giancarlo Consonni, Pinoli
- 488. Alessandra Carnaroli, 50 tentati suicidi più 50 oggetti contundenti
- 489. Francesco Scarabicchi, La figlia che non piange, con una Notizia bio-bibliografica di Massimo Raffaeli
- 490. Alfonso Brezmes, Quando non ci sono, traduzione di Marta Amanda Barbonetti, testo a fronte

2022
- 491. Silvia Bre, Le campane
- 492. Valerio Magrelli, Exfanzia
- 493. Marco Balzano, Nature umane
- 494. Gerard Manley Hopkins, Poesie 1875-1889, a cura di Viola Papetti
- 495. Franco Marcoaldi, Animali in versi. Un nuovo canzoniere
- 496. Aimara Garlaschelli, Nel nome della madre
- 497. Bruno Galluccio, Camera sul vuoto
- 498. Aldo Nove, Sonetti del giorno di quarzo
- 499. Anna Maria Carpi, L'aria è una
- 500. William Shakespeare, Poemetti[18]

2023
- 501. Cesare Viviani, Dimenticato sul prato
- 502. Irina Ermakova, Lo specchio di bronzo, a cura di Alessandro Niero
- 503. Enrico Testa, L'erba di nessuno
- 504. Vladimir Majakovskij, Poesie d'amore (1913-1930), a cura di Paola Ferretti
- 505. Roberta Durante, I bimbi sperduti
- 506. Daniele Gorret, Reliquie
- 507. Chandra Livia Candiani, Pane del bosco (2020-2023)
- 508. Judith Viorst, La gente e altre seccature, traduzione di Leonardo Guzzo e Marco Sonzogni
- 509. Mary Oliver, Primitivo americano, a cura di Paola Loreto
- 510. Nuovi poeti italiani 7[19], a cura di Maurizio Cucchi

2024
- 511. Franco Loi, Stròlegh. Teatre, prefazione di Giancarlo Consonni
- 512. Roberta Dapunt, Il verbo di fronte
- 513. Rafael Cadenas, Lettera aperta. In risposta, a cura di Laura Pugno
- 514. Mariangela Gualtieri, Ruvido umano
- 515. Laura Accerboni, Il prima e il dopo dell'acqua
- 516. Velimir Chlebnikov, Poesie (due volumi), traduzione, saggio e commento di Angelo Maria Ripellino. Nuova edizione a cura di Alessandro Niero e Riccardo Mini
- 517. Antonio Prete, Convito delle stagioni
- 518. Riccardo Held, Mishkin
- 519. Elisa Biagini, L'intravisto
- 520. Georg Trakl, Poesie
- 521. Ernesto Franco, Triste io

2025
- 522. Tiziano Rossi, Il brusìo
- 523. Giancarlo Consonni, Il confronto dell'ombra